# Cancello ed Arnone
Cancello ed Arnone ist eine italienische Gemeinde (comune) mit 5706 Einwohnern (Stand 31. Dezember 2023) in der Provinz Caserta in Kampanien. Die Gemeinde liegt etwa 25 km westnordwestlich von Caserta am Volturno.

## Verkehr
Die Gemeinde hat einen Bahnhof an der Bahnstrecke Roma–Formia–Napoli. Durch die Gemeinde führt die Strada Statale 264 del Basso Volturno von Castel Volturno kommend nach Piana di Monte Verna.